# Hilda Stern-Cohen
Hilda Stern-Cohen (ur. 1 stycznia 1924 w Nieder-Ohmen (obecnie część Mücke), zm. 5 sierpnia 1997 w Baltimore) – niemiecka poetka pochodzenia żydowskiego.

## Życiorys
Była córką handlarza bydłem, Mayera Sterna i Hedwigi Sary z domu Roth. Uczyła się w Israelitische Lehrerbildungsanstalt w Würzburgu. W związku z restrykcjami wobec Żydów w Niemczech, nałożonymi przez nazistów, wieku 11 lat musiała zrezygnować z nauki w szkole, a dom i gospodarstwo jej rodziców zostały skonfiskowane. Następnie wraz z rodziną zamieszkała we Frankfurcie nad Menem, skąd w 1941 r. została deportowana do Ghetto Litzmannstadt w Łodzi, gdzie mieszkała przy ulicy ul. Rybnej 14a. Po jego likwidacji wywieziona do Auschwitz-Birkenau. Następnie uczestniczyła w marszu śmierci do Niemiec i przebywała w obozie dla przesiedleńców w Austrii gdzie spisała wiele ze swoich wierszy. W 1946 r. wyemigrowała do Australii, a następnie do Stanów Zjednoczonych.
Została pochowana na cmentarzu Chevra Ahavas Chesed Cemetery w Randallstown.
Jej wiersze zostały odnalezione po jej śmierci, w szufladzie jej biurka, przez jej męża – Wernera. Wszystkie zostały spisane w języku niemieckim. W swoich wierszach i prozie dawała świadectwo swoich indywidualnych przeżyć i wojennej traumy.
W 2010 r. powstał film Forming For Tomorrow: the Story and Poetry of Hilda Stern Cohen w reżyserii Williama Gilchera, Ewy Rennebarth i Gaila Rosena.

## Publikacje
- Cohen H.S. i inni, Words that burn within me: faith, values, survival, Washington, D.C: Dryad Press, 2008, ISBN 978-1-928755-10-4.
- Genagelt ist meine Zunge: Lyrik und Prosa einer Holocaust-Überlebenden. Hilda Stern Cohen, Werner V. Cohen, Lilli Swethelm, Georg Crostewitz Leaf Musicproduktion. 2005.